# Économie libre

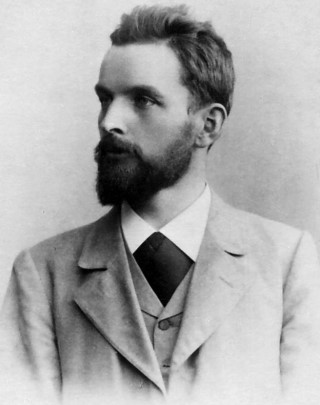
Silvio Gesell en 1895.

 (mai 2010).
Si vous disposez d'ouvrages ou d'articles de référence ou si vous connaissez des sites web de qualité traitant du thème abordé ici, merci de compléter l'article en donnant les références utiles à sa vérifiabilité et en les liant à la section « Notes et références ».
L'économie libre (en allemand Freiwirtschaft [ˈfʁaɪ̯ˌ.ˈvɪʁt.ʃaft]) est une théorie économique développée par l'économiste allemand Silvio Gesell en 1916 dans son livre L'Ordre économique naturel (Natürliche Wirtschaftsordnung). Son idée n'a été mise en pratique par aucun État jusqu'à présent. Cependant, en 1932, un groupe d'hommes d'affaires suisses a employé ses idées (notamment celle du Freigeld) pour fonder la banque WIR.
L'économie libre consiste en trois points principaux, habituellement résumés sous la dénomination des trois F :
- Freigeld (argent libre) : Tout l'argent est émis pendant une période limitée, à valeur constante (ni inflation, ni déflation). De plus, l'économie à long terme exige des investissements dans les obligations ou actions.
- Freiland (terre libre) : Toute la terre est possédée par les établissements publics et peut seulement être louée, non achetée (voir également Henry George, Auroville).
- Freihandel (libre échange) : Le libre échange a longtemps été une position conventionnelle, mais le mouvement anti-globalisation s'oppose aujourd'hui en grande partie à celui-ci.

Les résultats proposés incluent :
- Une dépense privée plus importante en ce qui concerne la consommation et l'investissement
- Les consommateurs investissent l'argent en surplus dans les compagnies en expansion
- Plein emploi : Travail pour chacun qui peut travailler
- Le taux de croissance économique peut être défini par la société
- Les taux d'intérêt chutent à presque zéro à long terme
- La terre libre empêche les prix immobiliers d'être trop élevés
- Les disparités sociales énormes cessent
- Moins d'heures de travail par semaine pour chacun à long terme

## Déperdition du système économique et monétaire
Selon l'économie libre, les systèmes monétaires actuels sont imparfaits. Selon Adam Smith, les prix aident à transmettre des informations. Par exemple, la baisse des prix signifie qu'il y a moins de demande ou plus d'offre. Donc l'achat augmente ou les commerçants produisent autre chose, faisant augmenter à nouveau le prix en réaction. Ainsi, le prix construit une boucle de rétroaction autour d'un prix idéal stable. À ce prix stable, le marché est idéal, personne ne paie trop ou gagne trop peu, et aucune des deux parties n'a tendance à modifier ce prix. Le «vacillement» autour de ce prix idéal est appelé auto-stabilisation.

Ce n'est pas le cas des marchés financiers. Sans l'augmentation continue de la quantité de monnaie mise en circulation par la Banque centrale, la demande se déroule en permanence, puisque la vitesse de circulation diminue.
La diminution de la demande oblige les entreprises à baisser leurs prix pour faire de l'argent. Quand les prix commencent à tomber, les clients potentiels retardent leur achat le plus longtemps possible pour obtenir le prix le plus bas, entraînant davantage la baisse de la demande. Les boucles de rétroaction tirent vers le bas jusqu'à un point où la société ne gagne pas d'argent du tout. Cela cause éventuellement la faillite de l'entreprise. Les travailleurs des autres compagnies ont tendance à être encore plus prudent dans leurs dépenses, aboutissant finalement à l'effondrement de l'économie.
L'erreur centrale du système est un mauvais transport de l'information par les prix. L'argent n'est rien que la demande de biens et services de l'économie qui accepte la monnaie. Dans une économie faible, l'argent vaut moins que les marchandises. Mais au lieu d'une inflation, le résultat est une déflation comme décrit ci-dessus, et une même somme d'argent peut acheter davantage. Les acteurs du marché ne se rendent pas compte qu'ils détruisent l'économie même qui devraient assurer la valeur de l'argent. Cette boucle de rétroaction est auto-déstabilisante. Selon la théorie de l'économie libre ceci est la raison des crises cycliques de l'économie mondiale.

## Partisans de l'économie libre
- Tristan Abromeit (* 1934),
- Hermann Benjes (1937–2007)
- Hans Bernoulli (1876–1959)
- Georg Blumenthal (1876–1929)